# Cobalt(II)-oxalat
Cobalt(II)-oxalat ist eine chemische Verbindung des Cobalts aus der Gruppe der Oxalate.

## Gewinnung und Darstellung
Cobalt(II)-oxalat-Dihydrat kann durch Reaktion von Cobaltchlorid mit Ammoniumoxalat gewonnen werden. Ebenfalls möglich ist die Darstellung durch Reaktion einer wässrigen Lösung von Cobalt(II)-bromid mit Oxalsäure.

## Eigenschaften

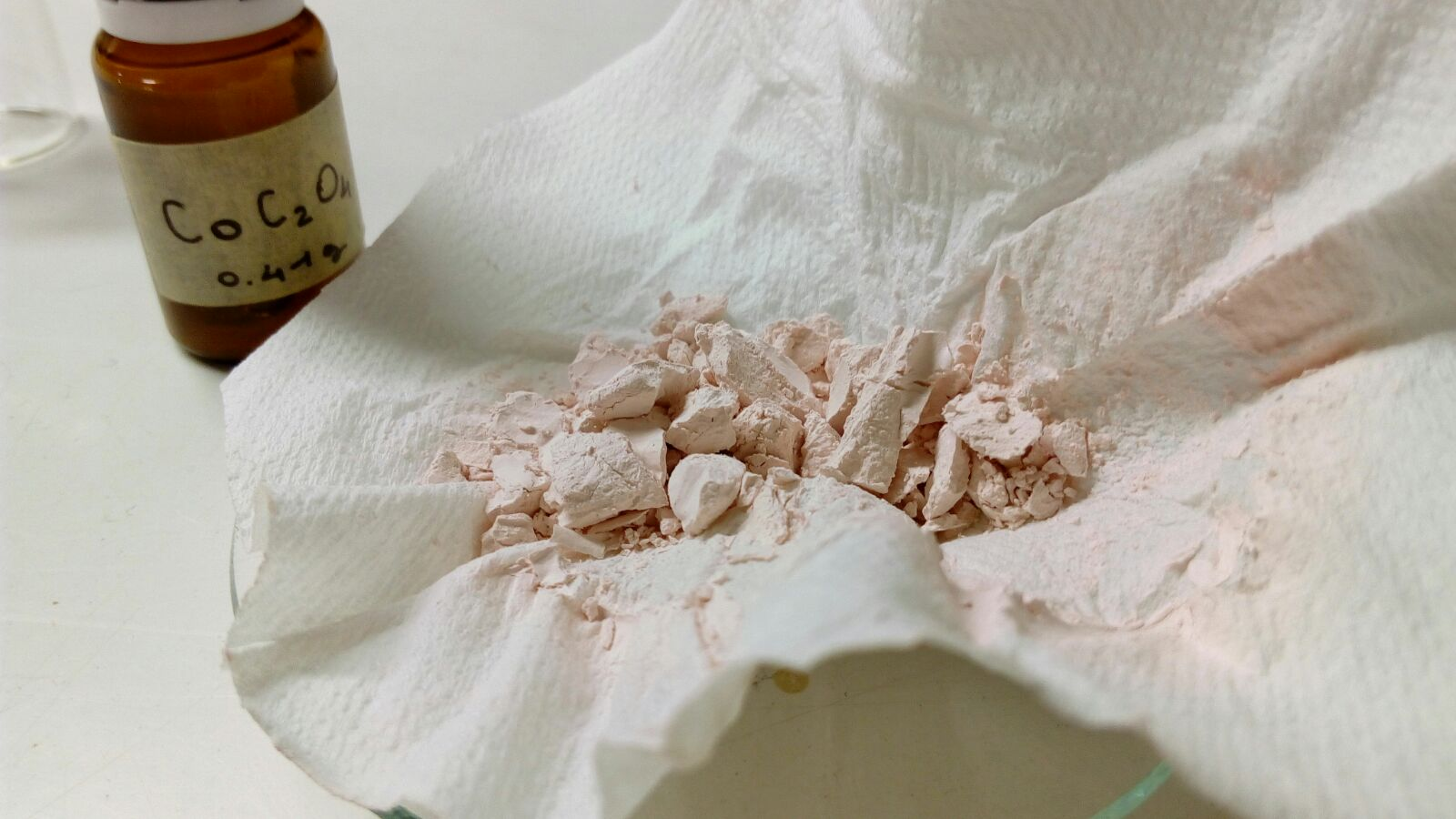
Cobalt(II)-oxalat

Die Verbindung ist ein brennbarer, schwer entzündbarer,  kristalliner, rosa Feststoff, der praktisch unlöslich in Wasser ist. Er zersetzt sich bei Erhitzung über 300 °C.
Es kommt in zwei allotropen Kristallstrukturen vor. Es besitzt eine monokline Kristallstruktur mit der Raumgruppe C2/c (Raumgruppen-Nr. 15), die andere eine orthorhombische Kristallstruktur mit der Raumgruppe Cccm (Raumgruppen-Nr. 66). Beide Strukturen werden durch identische unendliche Ketten von CoC2O4-2H2O-Einheiten gebildet. Der Unterschied zwischen ihnen liegt in der relativen Verschiebung benachbarter Ketten entlang der B-Achse. Die Abspaltung des Kristallwassers der Dihydrates beginnt bei 145 °C.

## Verwendung
Cobalt(II)-oxalat wird hauptsächlich zur Herstellung von Cobaltpulver verwendet. Das gelblich-rosa Tetrahydrat wird bei der Herstellung von Katalysatoren verwendet.